# جوناثان برويتي
جوناثان برويتي (بالفرنسية: Jonathan Proietti)‏ هو لاعب كرة قدم لوكسمبورغي في مركز الوسط، ولد في 17 يوليو 1982 في لانزاروت في إسبانيا. شارك مع منتخب لوكسمبورغ لكرة القدم. أما مع النوادي، فقد لعب مع إف91 دوديلانج وسبورا لوكسمبورغ ونادي بروغريس نيدركورن.

## وصلات خارجية
- جوناثان برويتي على موقع الاتحاد الدولي (مؤرشف)  (الإنجليزية)
- جوناثان برويتي على موقع قاعدة بيانات كرة القدم.إي يو (الإنجليزية)
- جوناثان برويتي على موقع ناشيونال فوتبول تيمز (الإنجليزية)
- جوناثان برويتي على موقع عالم كرة القدم.نت (الإنجليزية)